# 千ヶ崎公子
松下 公子（ちがさき きみこ、1973年4月13日 - ）は、中京圏を拠点に活動している日本のフリーアナウンサー、スピーチコンサルタント。

## 来歴
茨城県鹿嶋市出身。武蔵野女子大学（後の武蔵野大学）文学部英米文学科卒業。
卒業後には一般企業に入社するも、在学中に一度は諦めたアナウンサーへの道を志して1年未満で退社。アルバイト掛け持ちの日々を経て、1998年にケーブルテレビ会社の佐渡テレビジョンに入社する。そして同社でアナウンス業務を含む様々な仕事を学んだ後、2000年に愛媛朝日テレビへ移籍した。同局在籍中には、テレビ朝日の『全国おもしろニュースグランプリ』や『小学生クラス対抗30人31脚』に出演することもあった。
2003年に愛媛朝日テレビを退社し、フリーアナウンサーに転向した。この当時は首都圏での活動が中心で、スカイパーフェクTV!で放送されていたビジネス・ブレークスルーチャネルのアシスタントキャスターやラジオNIKKEIのアナウンサーを務めていた。
その後は中京圏を拠点に活動。2005年から名古屋テレビ放送（メ〜テレ）の契約アナウンサーを務めた後、2006年から再びフリーで活動している。メ〜テレではニュース読みとナレーションを、ひまわりネットワーク・エフエム愛知・エフエム岐阜の3局ではニュースを主に担当。この当時は名古屋タレントビューロー（後のNTB）に所属していた。
後に事務所から独立。2019年5月にクライアントへのスピーチ指導を主業務とする株式会社STORYを設立し、自ら代表取締役を務めている。

## 担当番組
- とよたNOW（ひまわりネットワーク）
- ラジオショッピング（岐阜放送ラジオ）

## 著書
- 「たった1人」に選ばれる話し方（スタンダーズ・プレス、2021年5月25日発売、ISBN 978-4-86636-500-8） - 松下公子名義で上梓。